# Cámara de Representantes de Arizona
La Cámara de Representantes de Arizona es la Cámara Baja de la Legislatura Estatal del Estado de Arizona, Estados Unidos.

## Composición
La Cámara está conformada por dos representantes de cada uno de los 30 distritos legislativos, de aproximadamente 172 000 habitantes. Se les elige por períodos de dos años con reelección consecutiva limitada, pues solo pueden ser reelectos cuatro veces seguidas como máximo (ocho años). El Orador es electo por la asamblea del partido mayoritario y luego por resolución del pleno de la Cámara, tiene entre sus funciones presidir el debate y asignar los nombramientos en comités. Los líderes de minoría y mayoría se les elige por las asambleas de sus partidos en la Cámara.

## Integrantes
| Distrito | Nombre                   | Partido     | Residencia       | Año de elección |
| -------- | ------------------------ | ----------- | ---------------- | --------------- |
| 1        | Quang Nguyen             | Republicano | Prescott         | 2020            |
| 1        | Selina Bliss             | Republicano | Prescott         | 2020            |
| 2        | Justin Wilmeth           | Republicano | Phoenix          | 2020            |
| 2        | Stephanie Simacek        | Demócrata   | Phoenix          | 2024            |
| 3        | Joseph Chaplik           | Republicano | Scottsdale       | 2020            |
| 3        | Alexander Kolodin        | Republicano | Scottsdale       | 2022            |
| 4        | Matt Gress               | Republicano | Phoenix          | 2022            |
| 4        | Pamela Carter            | Republicano | Phoenix          | 2024            |
| 5        | Sarah Liguori            | Demócrata   | Phoenix          | 2024            |
| 5        | Aaron Márquez            | Demócrata   | Phoenix          | 2024            |
| 6        | Myron Tsosie             | Demócrata   | Chinle           | 2018            |
| 6        | Mae Peshlakai            | Demócrata   | Cameron          | 2022            |
| 7        | David Marshall           | Republicano | Snowflake        | 2022            |
| 7        | Walter Blackman          | Republicano | Snowflake        | 2024            |
| 8        | Janeen Connolly          | Demócrata   | Tempe            | 2024            |
| 8        | Brian Garcia             | Demócrata   | Tempe            | 2024            |
| 9        | Lorena Austin            | Demócrata   | Mesa             | 2022            |
| 9        | Seth Blattman            | Demócrata   | Mesa             | 2022            |
| 10       | Justin Olson             | Republicano | Mesa             | 2024            |
| 10       | Ralph Heap               | Republicano | Mesa             | 2024            |
| 11       | Oscar De Los Santos      | Demócrata   | Phoenix          | 2022            |
| 11       | Junelle Cavero           | Demócrata   | Phoenix          | 2024            |
| 12       | Patty Contreras          | Demócrata   | Phoenix          | 2022            |
| 12       | Stacey Travers           | Demócrata   | Phoenix          | 2022            |
| 13       | Julie Willoughby         | Republicano | Chandler         | 2023            |
| 13       | Jeff Weninger            | Republicano | Chandler         | 2024            |
| 14       | Laurin Hendrix           | Republicano | Gilbert          | 2022            |
| 14       | Khyl Powell              | Republicano | Gilbert          | 2024            |
| 15       | Neal Carter              | Republicano | San Tan Valley   | 2021            |
| 15       | Michael Way              | Republicano | Queen Creek      | 2024            |
| 16       | Teresa Martinez          | Republicano | Casa Grande      | 2021            |
| 16       | Chris Lopez              | Republicano | Casa Grande      | 2024            |
| 17       | Rachel Keshel            | Republicano | Tucson           | 2022            |
| 17       | Kevin Volk               | Demócrata   | Tucson           | 2024            |
| 18       | Christopher Mathis       | Demócrata   | Tucson           | 2021            |
| 18       | Nancy Gutierrez          | Demócrata   | Tucson           | 2022            |
| 19       | Gail Griffin             | Republicano | Sierra Vista     | 2018            |
| 19       | Lupe Diaz                | Republicano | Benson           | 2021            |
| 20       | Alma Hernandez           | Demócrata   | Tucson           | 2018            |
| 20       | Betty Villegas           | Demócrata   | Tucson           | 2023            |
| 21       | Consuelo Hernandez       | Demócrata   | Sunnyside        | 2022            |
| 21       | Stephanie Stahl Hamilton | Demócrata   | Tucson           | 2022            |
| 22       | Lupe Contreras           | Demócrata   | Avondale         | 2022            |
| 22       | Elda Luna-Nájera         | Demócrata   | Tolleson         | 2024            |
| 23       | Mariana Sandoval         | Demócrata   | Goodyear         | 2022            |
| 23       | Michele Peña             | Republicano | Yuma             | 2022            |
| 24       | Lydia Hernandez          | Demócrata   | Phoenix          | 2022            |
| 24       | Anna Abeytia             | Demócrata   | Phoenix          | 2024            |
| 25       | Michael Carbone          | Republicano | Buckeye          | 2022            |
| 25       | Nick Kupper              | Republicano | Phoenix          | 2024            |
| 26       | Cesar Aguilar            | Demócrata   | Phoenix          | 2022            |
| 26       | Quantá Crews             | Demócrata   | Phoenix          | 2023            |
| 27       | Lisa Frank               | Republicano | Glendale         | 2024            |
| 27       | Tony Rivero              | Republicano | Peoria           | 2024            |
| 28       | David Livingston         | Republicano | Peoria           | 2022            |
| 28       | Beverley Pingerelli      | Republicano | Glendale         | 2020            |
| 29       | Steve Montenegro         | Republicano | Surprise         | 2022            |
| 29       | James Taylor             | Republicano | Litchfield Park  | 2016            |
| 30       | Leo Biasiucci            | Republicano | Lake Havasu City | 2018            |
| 30       | John Gillette            | Republicano | Kingman          | 2022            |